# Al Skinner
Albert Lee Skinner Jr (ur. 16 czerwca 1952 w Mount Vernon) – amerykański koszykarz występujący na pozycji obrońcy, mistrz ligi ABA, od zakończenia kariery zawodniczej – trener koszykarski, obecnie trener drużyny akademickiej Kennesaw State Owls.

## Osiągnięcia
Na podstawie, o ile nie zaznaczono inaczej.

### Zawodnicze
NCAA
- Uczestnik:
  - II rundy rozgrywek turnieju NIT (1973)
  - I rundy turnieju NIT (1973, 1974)
- Mistrz sezonu regularnego konferencji Yankee (1973, 1974)
- Zaliczony do:
  - I składu All-Yankee (1972–1974)
  - składu honorable mention All-America (1974)
  - Galerii Sław Sportu - UMass Athletic Hall of Fame (1982)
- Lider strzelców konferencji Yankee (1974)
- Drużyna UMass Minutemen zastrzegła należący do niego numer 30 (2004)

Drużynowe
- Mistrz ABA (1976)
- Wicemistrz NBA (1980)
- Zdobywca Pucharu Koracia (1981)

### Trenerskie
- Mistrzostwo:
  - sezonu regularnego konferencji Big East NCAA (2001, 2005)
  - turnieju knferencji Big East (2001)
- Laureat Henry Iba Award (2001)
- Trener roku:
  - Big East (2001, 2005)
  - Atlantic 10 (1992)
- Wybrany do Galerii Sław Sportu -  URI's Athletic Hall of Fame in (2000)